# Duliquio
Duliquio (griego antiguo, Δουλίχιον; latín, Doulichium) es una isla de localización controvertida mencionada en varios eventos dentro de la mitología griega. El significado de su nombre es alargada.
Homero la nombra en el Catálogo de naves de la Ilíada como uno de los lugares que participaron en la expedición de los aqueos contra Troya, donde aparece asociada con las islas Equínadas, situadas en el mar Jónico. Participaron con el envío de 40 naves bajo el mando de Meges.
En la Odisea, Duliquio aparece en cambio ligada a los territorios gobernados por Odiseo, se la menciona como próxima a Ítaca, Same y Zacinto, y de hecho fue el lugar de donde vinieron más pretendientes, un total de 52, para tratar de casarse con Penélope. Es también el lugar donde Odiseo finge que ha sido enviado por Fidón, rey de los tesprotos, en las conversaciones que, antes de darse a conocer, tiene con Eumeo y con Penélope, y donde dice desear dirigirse.
Duliquio también es el lugar donde se estableció el rey Fileo tras ser desterrado de Élide por haber declarado como testigo contra su padre, Augías, en un juicio por no haber pagado este a Heracles por limpiarle los establos.

## Hipótesis sobre su localización
Acerca de Duliquio, Estrabón dice que había cambiado el nombre por el de Dólica, lo que sitúa el lugar frente a Eníadas y a la desembocadura del río Aqueloo, y a cien estadios del cabo Araxos. Esta situación a veces se ha identificado con la isla Makri y a veces con la isla Petalas. 
Otras identificaciones que se han propuesto de Duliquio han sido:
- Con la península de Erissos, una parte de la isla de Cefalonia, teoría derivada de un fragmento de Andrón de Halicarnaso, que consideró Duliquio como parte de Cefalonia.

- Con la isla de Tafos, teoría defendida por Demetrio de Escepsis.[8]

- Con la isla de Léucade.[1]